# Of Monsters and Men
Of Monsters and Men (englisch für Von Monstern und Menschen) ist eine isländische Band aus Keflavík und Garðabær. Ihr Stil ist dem Folk-Pop/Folk-Rock zuzuordnen und wird oft mit dem von Arcade Fire verglichen, wobei letztere Band als rocklastiger eingestuft wird.

## Geschichte
Die Band – damals noch als Quartett mit Nanna, Ragnar, Brynjar und Arnar – gewann 2010 den nationalen Bandwettbewerb Músiktilraunir. Nach dem Wettbewerb kamen Árni und Kristján als weitere Bandmitglieder hinzu. Bei ihren Auftritten werden sie zudem meist von der Trompeterin Ragnhildur Gunnarsdóttir unterstützt, die aber bislang nicht zu den offiziellen Bandmitgliedern zählt. Im Oktober 2011 traten Of Monsters and Men während des Musikfestivals Iceland Airwaves u. a. im neuen Reykjavíker Konzerthaus Harpa auf.
Für die Veröffentlichung ihres ersten Albums unterschrieb die Band im Februar 2011 einen Vertrag mit Record Records in Island. Im März 2011 nahm sie ihr Debütalbum im Studio Sýrland in Reykjavík auf. Im August 2011 begann in den USA Philadelphias Radiosender 104.5 den Titel Little Talks zu spielen und machte die Band so im ganzen Land bekannt.
Mit diesem Song hielt sich die Band 2011 auch mehrere Wochen auf Platz 1 der isländischen Single-Charts. Ihr Debütalbum My Head Is an Animal erschien im September 2011 in Island und wurde im April 2012 auch auf dem amerikanischen Markt veröffentlicht, wo es mit Platz sechs in den Billboard 200 den bis dahin höchsten Rang einer isländischen Band bzw. Künstlers erreichte. Eine EP Into the Woods mit vier ausgesuchten Titeln ihres Albums erschien bereits im Dezember 2011.
Aufgrund ihres Erfolges in Island und ihrer wachsenden Beliebtheit in den USA unterschrieb die Band für eine weltweite Veröffentlichung ihres Albums einen Vertrag bei Universal. Ihr Lied Dirty Paws, aus dessen Text auch der Albumtitel entlehnt ist, wurde im Film Das erstaunliche Leben des Walter Mitty aus dem Jahr 2013 gespielt und das Lied Silhouettes ist Teil des Soundtracks des Films Die Tribute von Panem – Catching Fire. 2013 wurden Of Monsters and Men mit dem European Border Breakers Award (EBBA) ausgezeichnet. Das im März 2014 erschienene Album The Walking Dead (AMC’s Original Soundtrack – Vol. 1) zur gleichnamigen Serie enthält das Lied Sinking Man.
Am 8. Juni 2015 erschien das zweite Studioalbum, Beneath the Skin, am 26. Juli 2019 folgte das dritte Studioalbum, Fever Dream.
Die Band erreicht im Jahr 2017 eine Milliarde Streams auf Spotify und ist damit die erste isländische Band, die diesen Meilenstein erreicht. 
2019 erschien das dritte Album „Fever Dream“. 
Im Jahr 2023 veröffentlichte Nanna Bryndís Hilmarsdóttir ihr Debüt-Soloalbum „How to Start a Garden“ unter dem Namen Nanna verbunden mit einer Tour durch die USA und Europa.

## Auftritte
2012 spielten Of Monsters and Men Konzerte in Nordamerika und einigen europäischen Ländern, darunter Irland, Deutschland, Italien und Schweden. 2015 folgte auf das zweite Studioalbum eine weitere Tournee, bei der die Band unter anderem in Köln, München und Berlin drei Konzerte gab.
2020 waren Of Monsters and Men einer der Acts, die an Live from Reykjavík teilnehmen – einem neu konzipierten Festival, das aufgrund der Covid-Pandemie online stattfindet.
Aufgrund der Corona-Pandemie wurde die geplante Welttournee 2021 abgesagt und an deren Stelle eine kleine Tour durch Island gestartet, welche durch den Dokumentarfilm „TÍU“ (isländisch für "10") dokumentiert wurde.

## Diskografie

### Alben
- 2011: My Head Is an Animal (2012: internationale VÖ)
- 2015: Beneath the Skin
- 2019: Fever Dream

### Livealben
- 2013: Live from Vatnagarðar

### EPs
- 2011: Into the Woods

### Singles
- 2011: Little Talks
- 2012: Dirty Paws (UK: Silber, US: Platin)
- 2012: Mountain Sound (US: Platin)
- 2013: King and Lionheart (US: Platin)
- 2013: Silhouettes
- 2015: Crystals
- 2015: Empire
- 2015: I of the Storm
- 2015: Wolves Without Teeth
- 2019: Alligator
- 2019: Wild Roses
- 2020: Visitor
- 2021: Destroyer

## Auszeichnungen für Musikverkäufe
| Goldene Schallplatte - Brasilien - 2024: für die Single King and Lionheart - 2024: für die Single Mountain Sound - 2024: für die Single Crystals - Dänemark - 2013: für das Streaming Little Talks - Irland - 2012: für das Album My Head Is an Animal - Italien - 2022: für das Album My Head Is an Animal - Kanada - 2013: für die Single Mountain Sound - 2015: für das Album Beneath the Skin - Spanien - 2014: für das Streaming Little Talks Platin-Schallplatte - Australien - 2013: für die Single Mountain Sound - Belgien - 2013: für die Single Little Talks - Brasilien - 2024: für die Single Dirty Paws - 2024: für das Album My Head Is an Animal - Dänemark - 2024: für die Single Little Talks - Neuseeland - 2013: für das Album My Head Is an Animal - 2015: für die Single Mountain Sound - 2022: für die Single Dirty Paws - 2025: für das Album Into the Woods - Spanien - 2024: für die Single Little Talks | 2× Platin-Schallplatte - Australien - 2016: für das Album My Head Is an Animal - Brasilien - 2024: für die Single Little Talks - Italien - 2014: für die Single Little Talks - Kanada - 2013: für das Album My Head Is an Animal - Schweden - 2013: für die Single Little Talks 3× Platin-Schallplatte - Kanada - 2013: für die Single Little Talks 5× Platin-Schallplatte - Neuseeland - 2025: für die Single Little Talks 6× Platin-Schallplatte - Australien - 2015: für die Single Little Talks 14× Platin-Schallplatte - Dänemark - 2020: für das Album My Head Is an Animal |

Anmerkung: Auszeichnungen in Ländern aus den Charttabellen bzw. Chartboxen sind in ebendiesen zu finden.
| Land/RegionAuszeichnungen für Musikverkäufe (Land/Region, Auszeichnungen, Verkäufe, Quellen) | Silber     | Gold       | Platin       | Verkäufe   | Quellen                 |
| -------------------------------------------------------------------------------------------- | ---------- | ---------- | ------------ | ---------- | ----------------------- |
| Australien (ARIA)                                                                            | —          | —          | 9× Platin9   | 630.000    | aria.com.au             |
| Belgien (BRMA)                                                                               | —          | —          | Platin1      | 30.000     | ultratop.be             |
| Brasilien (PMB)                                                                              | —          | 3× Gold3   | 4× Platin4   | 310.000    | pro-musicabr.org.br     |
| Dänemark (IFPI)                                                                              | —          | Gold1      | 15× Platin15 | 370.000    | ifpi.dk                 |
| Deutschland (BVMI)                                                                           | —          | Gold1      | 2× Platin2   | 650.000    | musikindustrie.de       |
| Irland (IRMA)                                                                                | —          | Gold1      | —            | 7.500      | irishcharts.ie          |
| Italien (FIMI)                                                                               | —          | Gold1      | 2× Platin2   | 145.000    | fimi.it                 |
| Kanada (MC)                                                                                  | —          | 2× Gold2   | 5× Platin5   | 480.000    | musiccanada.com         |
| Neuseeland (RMNZ)                                                                            | —          | —          | 9× Platin9   | 225.000    | radioscope.co.nz NZ2    |
| Österreich (IFPI)                                                                            | —          | Gold1      | —            | 15.000     | ifpi.at                 |
| Schweden (IFPI)                                                                              | —          | —          | 2× Platin2   | 80.000     | sverigetopplistan.se    |
| Schweiz (IFPI)                                                                               | —          | Gold1      | —            | 15.000     | hitparade.ch            |
| Spanien (Promusicae)                                                                         | —          | Gold1      | Platin1      | 60.000     | elportaldemusica.es ES2 |
| Vereinigte Staaten (RIAA)                                                                    | —          | —          | 12× Platin12 | 12.000.000 | riaa.com                |
| Vereinigtes Königreich (BPI)                                                                 | 3× Silber3 | —          | 4× Platin4   | 2.560.000  | bpi.co.uk               |
| Insgesamt                                                                                    | 3× Silber3 | 12× Gold12 | 66× Platin66 |            |                         |

## Auszeichnungen bei Musikpreisen
European Border Breakers Award
- 2013: für das Album My Head Is an Animal